# I-17
El I-17 (イ-17?) fue un submarino portaaviones del Tipo B1 de la Armada Imperial Japonesa que participó en la Segunda Guerra Mundial hasta su hundimiento en 1943.

## Descripción
El I-17, de casi 2.600 t en superficie, tenía la capacidad de sumergirse hasta 100 m, desplazándose entonces a una velocidad máxima de 8 nudos, con una autonomía de 96 millas náuticas a una velocidad reducida de 3 nudos. En superficie, su autonomía era de 14.000 millas náuticas, desarrollando una velocidad máxima de 23,6 nudos. Trasportaba un hidroavión biplaza de reconocimiento Yokosuka E14Y conocido por los Aliados como Glen, almacenado en un hangar hidrodinámico en la base de la torre de la vela.

## Historial
En la Segunda Guerra Mundial el I-17 tuvo su primera misión durante el ataque a Pearl Harbor, cuando patrulló al norte de Oahu para hundir cualquier buque que tratase de dejar la base estadounidense. El 10 de diciembre de 1941 recibe su primer ataque tras ser localizado por un hidroavión de observación, que dirige hacia su posición a un avión basado en tierra, aunque sin consecuencias. A finales del mismo mes atacó a un par de petroleros estadounidenses, los Emidio y Larry Donehy, dañando a ambos aunque sin hundirlos.
El 1 de febrero de 1942 sobrevivió a un ataque aéreo por parte de aparatos del USS Enterprise mientras se encontraba en Kwajalein junto a los I-9, I-15, I-19 e I-25. El 25 del mismo mes, el I-17 se convirtió en el primer buque que atacaba la costa continental de los Estados Unidos. Cerca de Santa Bárbara, en California, el capitán Kōzō Nishino atacó el campo petrolífero de Ellwood con su cañón de 140 mm, disparando 17 proyectiles que causaron daños menores. Curiosamente, el capitán Nishino había recalado en esta ubicación antes de la guerra, como capitán de un petrolero.
El 22 de noviembre de 1942 el cañón de 140 mm fue retirado del submarino, realizando posteriormente varias misiones del Tokyo Express, con las que reaprovisionar a las tropas japonesas en Guadalcanal. Tras la batalla del Mar de Bismarck, el I-17 se dirige a la zona para rescatar supervivientes, con informes de que están siendo atacados en el agua por aviones y lanchas torpederas estadounidenses. Alcanza la zona el 5 de marzo, rescatando un total de 151 náufragos pese a ser atacado por las PT-143 y PT-150.
El 24 de mayo de 1943 torpedea y hunde al petrolero de bandera panameña Stanvac Manila, que transportaba seis lanchas torpederas. Dos de ellas se hunden junto al buque, otras tres fueron tomadas a remolque por un destructor que llegó a la zona tras el hundimiento, y la última de las lanchas fue capaz de alcanzar Numea por sus propios medios.
El I-17 resultó hundido cerca de esa isla el 19 de agosto de 1943 tras el ataque combinado de varios hidroaviones Vought OS2U Kingfisher en la posición (23°26′S 166°50′E / -23.433, 166.833). Tan solo seis tripulantes sobrevivieron.